# Ford Lake (Michigan)
Ford Lake es un embalse artificial de agua dulce en Washtenaw County, en el estado estadounidense de Míchigan. El lago se creó para la construcción de la Presa Henry Ford (originalmente llamada Rawsonville Dam) a lo largo del Huron River en los años 30. El lago recibe su nombre en honor del magistrado de negocios, Henry Ford.
El Lago tiene una superficie de 975 acres, y una profundidad máxima de 9,1 metros en el este. El lago continúa el flujo del Huron River, empezando aproximadamente en el  puente de la carretera Interestatal 94, cruzando la ciudad de Ypsilanti y terminando en  la presa Ford Lake a lo largo de la Bridge Road en el Municipal de Ypsilanti.  A una distancia corta después del Ford Lake Dam, el Huron River continúa hacia el Belleville Lake, que es un embalse que se construyó para el French Landing Dam y Powerhouse

## Recreación
Ford Lake es un lugar de recreo para paseos en barco, embarcaciones personales, piragüismo/kayak, y pesca. Algunos tramos de la ruta de senderismo del Border-to-Border Trail circulan junto al  Ford Lake y son muy populares entre los ciclistas. Hay cuatro parques públicos a orillas del lago: Ford Lake Park, Huron River Park, Loonfeather Point Park, y North Bay Park. El único embarcadero está en Ford Lake Park. 
Entre las especies de peces comunes  en Ford Lake se incluyen el bagre cabezona, el bagre de canal, la carpa común, los crappies, lucio de norte, la lobina negra, los retoños, el pez luna, la branquia azul, el lucioperca, la lubina blanca, y perca amarilla. El lago fue utilizado por elDepartamento de Recursos Naturales de Míchigan para almacenar pesca, incluyendo el tiger muskellunge, que no existe en el lago ahora. El pez más grande que ha sido atrapado en Ford Lake fue una carpa común en el Master Angler Entries por el estado. Midió 97,08 cm.

## Preocupaciones de salud
Con frecuencia Ford Lake sufre brotes de algas en las tardes del verano, que hace necesario medir la toxicidad. El Departamento de Salud del Condado de Washtenaw y el Departamento de Salud y Recursos Humanos de Míchigan observan el agua y publican avisos cuando la concentración de bacterias es elevada. La mayoría de los brotes de algas son algas verdes y son seguros, pero muchas  cianobacterias o perfluorooctanosulfonatocan puede provocar floraciones de algas muy dañinas que tiene efectos nocivos en la salud. Cuando esta bacteria está presente, se desaconseja el contacto prolongado con el  agua pero el contacto ocasional es aceptable. Sin importar la calidad del agua nadar no es muy común en el lago.
Cuando los  brotes de algas son más elevados, se emite un aviso de “Pesca no apta para el consumo” en Ford Lake. Se permite pasear en bote y pescar, pero se aconseja a los pescadores que capturen y después liberen la pesca. 